# Ibraim I
Ibraim I ou Abraão I (em turco otomano: ابراهيم اول; em turco: İbrahim; Istambul, 5 de novembro de 1615 – Istambul, 18 de agosto de 1648) foi sultão do Império Otomano entre 1640-1648. Por seu caráter instável, foi alvo das ambições de ministros e parentes. O Estado enfraqueceu então pela guerra, desgoverno e rebelião.

## Inicio de vida
Abraão I nasceu em 5 de novembro de 1615, filho do sultão Amede I e sua concubina favorita que mais tarde se tornou sua esposa, Cosem Sultana. Quando Abraão tinha dois anos, seu pai morreu e o tio de Mustafá I, tornou-se o novo sultão. Naquela época, Cosem Sultana e seus filhos, incluindo Abraão I, haviam sido enviados para o Palácio real do Império.
Após a ascensão do seu irmão mais velho, Murade IV, Abraão ficou confinado em Cafes, uma parte do palácio otomano, afetando sua saúde. Os outros irmãos de Ibraim, Xazade Bajazeto, Xazade Soleimão e Xazade Casim foram executados por ordem do sultão Murade IV. Após a morte de seu irmão, Abraão se tornou o sultão do Império Otomano.

## Reinado
O seu reinado, de 1640 a 1648, foi preenchido com atos de depravação, incluindo o chocante assassinato de todo o seu harém e a sua péssima gestão — que levou a perdas territoriais significativas e esgotou a riqueza do império.